# Pedro de Ribera (obispo)
Pedro de Ribera (nacido a mediados del siglo XV en Madrigal de las Altas Torres, Ávila) fue obispo de Lugo desde el 26 de junio de 1500 hasta su muerte en 1530. Durante los treinta años que estuvo al frente de la sede episcopal se preocupó por convocar sínodos de forma regular y destacó por defender los intereses y la jurisdicción de la Corona.

## Reseña biográfica
En, en 1507 se enfrentó al conde de Lemos, quien había ordenando que no se obedeciese en las tierras de su mujer ningún mandamiento espiritual del obispado.
Tres años después, en 1510, Ribera intentó recuperar por vía judicial los bienes que algunos nobles gallegos habían usurpado a la diócesis. Y, además, se mantuvo leal a la Corona durante las agitaciones que se produjeron en tierras gallegas en el verano de 1520.
Tal actitud influyó, sin duda, en su nombramiento como presidente de la Chancillería de Granada.
En 1521, en plena revuelta de las Comunidades, se concedió a Pedro de Ribera la presidencia de la Chancillería de Granada. Ribera agradeció el nombramiento y solicitó el obispado de Jaén, porque, según representó, “viene bien, ansí por estar cerca de Granada como porque yo subcedí al Obispo de Jaén en dos cosas y la una fue el Obispado de Lugo cuando él hubo el Obispado de Jaén, y ansí es razón agora que subceda en él; y aún porque no me puedo bien aprovechar de mi Obispado de Lugo, ni puedo dar la cuenta que debo de las ovejas que me son encomendadas por estar como está lejos de Granada”. Ribera no obtuvo el obispado que deseaba, quizá porque permaneció muy poco tiempo en Granada.
La actuación de Pedro de Ribera en el tribunal granadino fue intachable. Desde que llegó a Granada, Ribera puso de manifiesto el mal estado en el que se encontraba la Chancillería. En el mismo 1521 pidió que se visitase la institución, “porque andan sueltos los oficiales”, y que se le diesen facultades para iniciar pesquisas contra los que no cumpliesen con las obligaciones de sus empleos. Pero sus intentos por acabar con los abusos en el seno del tribunal le ocasionaron multitud de problemas con todos los miembros del mismo. Sus enfrentamientos con los magistrados fueron constantes, como pone de manifiesto su correspondencia con la Corte. El 28 de julio de 1521 llegó a escribirle al Emperador que los jueces “quieren traerme so el pie, como hacían a los presidentes pasados”.
La situación era insostenible. De ahí que en 1522 Ribera abandonara la presidencia de la Chancillería y se marchara a su obispado, donde falleció en 1530.